# Schrankenwärter

Der Schrankenposten 43 in der Nähe des Bahnhofes Lette (Kr Coesfeld)

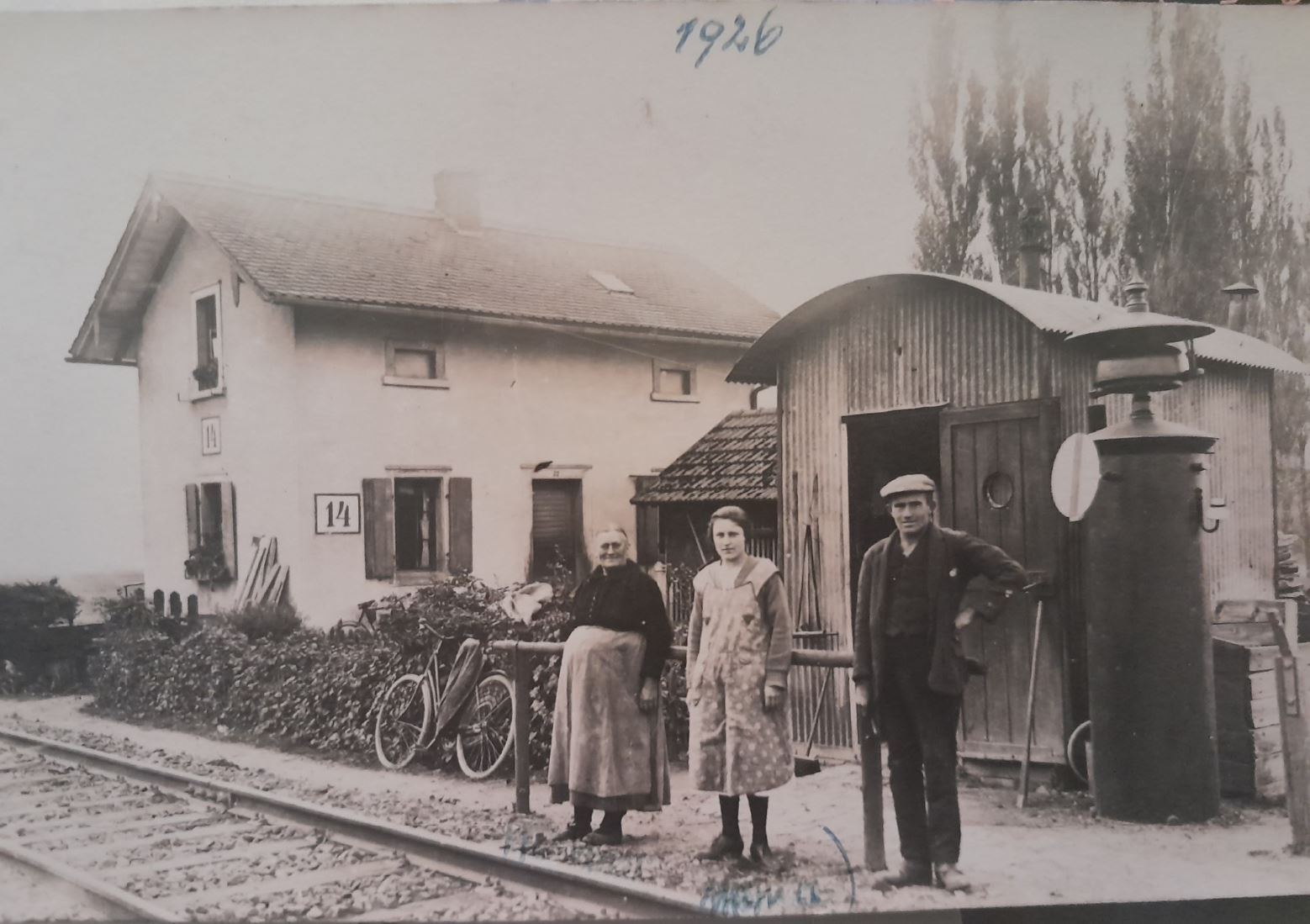
1926: Bahnwärterposten No. 14 in Hassfurt (Main) mit Bahnwärterfamilie Düsel aus Augsfeld

Ein Schrankenwärter, auch Bahnwärter oder in der Schweiz Barrierenwärter, ist ein Eisenbahnbediensteter, der die Aufgabe hat, die Schranken an einem Bahnübergang vor der Annäherung eines Zuges bzw. vor der Zulassung einer Zugfahrt zu schließen und nach erfolgter Vorbeifahrt des Zuges wieder zu öffnen. Über Jahrzehnte waren wärterbediente Schranken das einzige Mittel, um einen Bahnübergang technisch zu sichern. Erst nach dem Zweiten Weltkrieg setzten sich automatische und ferngesteuerte Anlagen durch, die den Beruf des Schrankenwärters weitgehend haben aussterben lassen. Heutzutage werden die meisten Bahnübergangssicherungsanlagen entweder direkt durch den Zug oder von einem Stellwerk aus gesteuert.
Das Gebäude, in dem der Schrankenwärter seinen Dienst verrichtet, nennt man Schrankenposten. Im engeren Sinne kann dieser als eine Bahnanlage verstanden werden, an der ein Schrankenwärter betrieblich einzig und allein die Aufgabe hat, Bahnübergänge zu sichern und zu überwachen.

## Die Anfänge: Bahnwärter als Sicherungspersonal

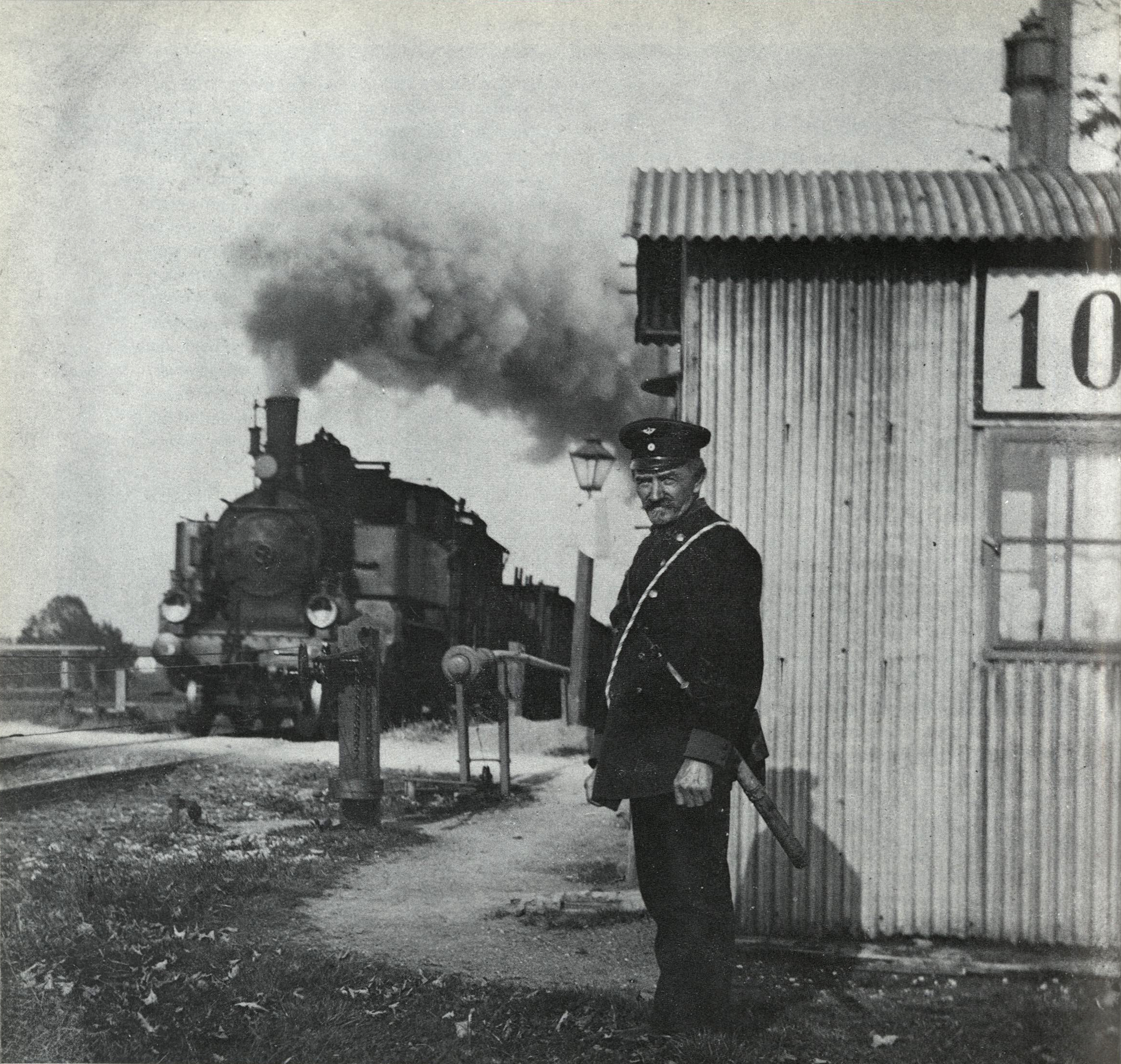
Bahnwärter eines Schrankenpostens der Bahnstrecke München–Simbach (um 1918)

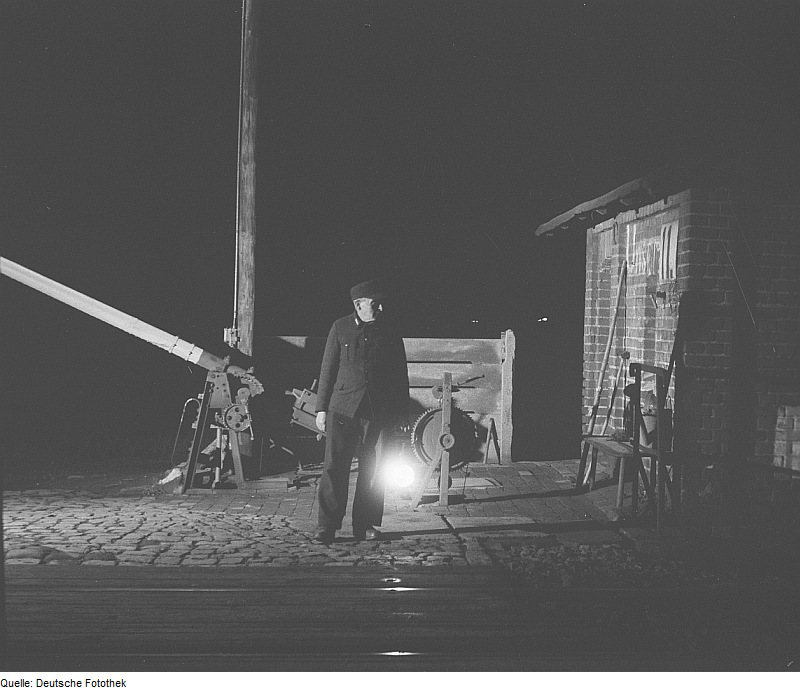
Schrankenwärter bei Nacht (um 1950)

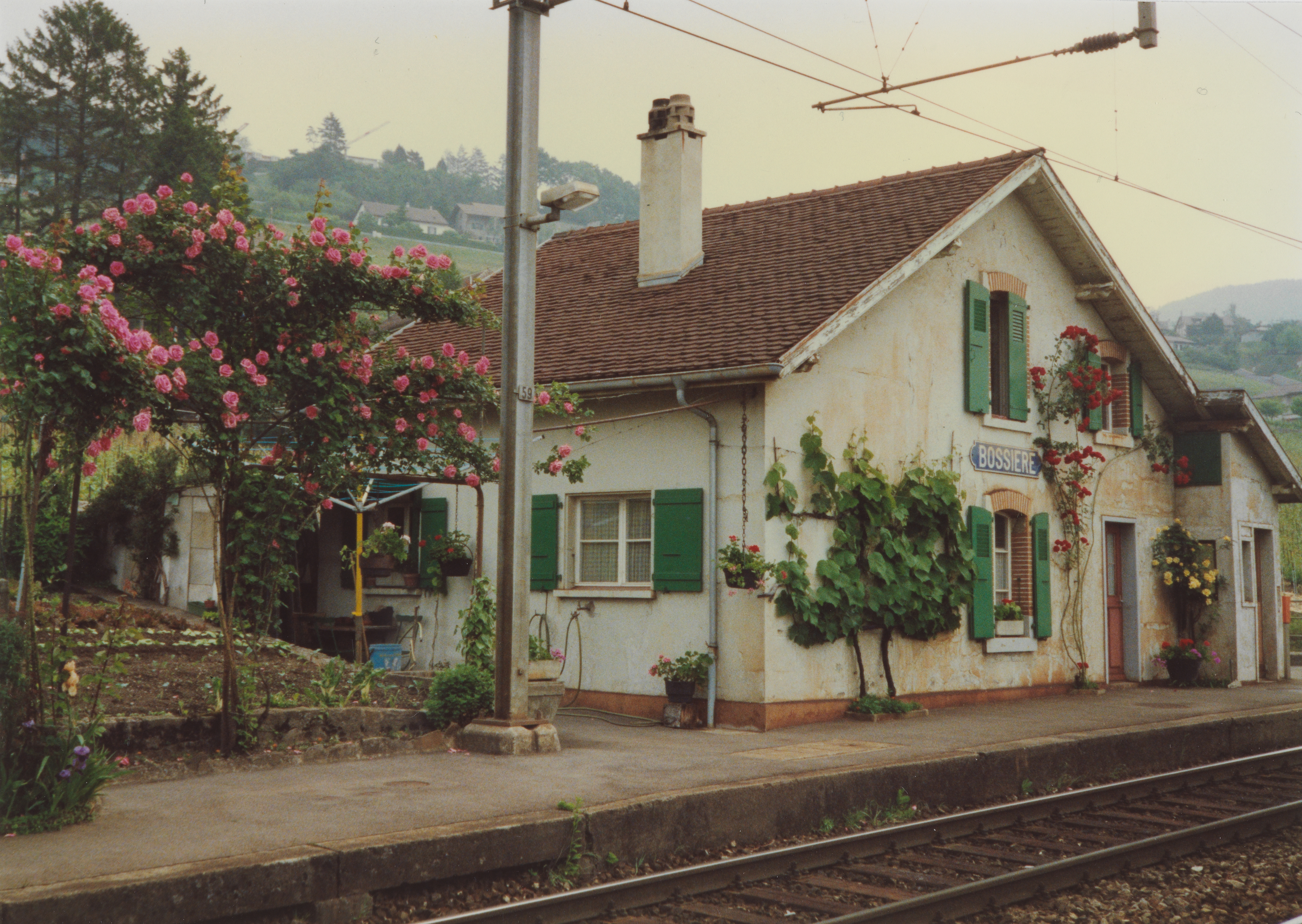
Wärterwohnhaus in der Schweiz (Bossière, 1990)

Die Geschichte des Schrankenpostens und damit des Schrankenwärters in seiner heutigen Form geht zurück auf die Bahnwärterposten aus der Anfangszeit der Eisenbahn. Neben vielen technischen und baulichen Problemen waren bei den neuen Eisenbahnstrecken in der ersten Hälfte des 19. Jahrhunderts unter anderem zwei betriebliche Aufgaben zu lösen: die Kommunikation zwischen den Stationen und die Bewachung der Bahn. Man löste diese Aufgaben, indem man entlang der Strecke in kurzen Abständen Bahnwärter aufstellte.
Die Bahnwärter bildeten den Kommunikationsweg zwischen den Bahnhöfen, indem sie einander zunächst akustische, später optische Signale weitergaben. Die akustischen Signale wurden mit Hörnern gegeben. Eine bestimmte Folge von Horntönen hatte eine bestimmte Bedeutung (z. B. „Zug kommt von A“), ähnlich wie auch heute noch bei Rangiersignalen. Die akustischen Signale hatten den Nachteil, dass sie von den benachbarten Posten bei störenden Umfeldgeräuschen nur unvollständig oder überhaupt nicht wahrgenommen wurden. Man ging daher bald zum ausschließlichen Gebrauch optischer Signale über.
Für die optische Kommunikation wurden Flaggen, sogenannte Korbsignale (farbige Körbe oder Ballons, die an Masten hochgezogen wurden) oder Flügelsignale ähnlich den heute noch verwendeten Hauptsignalen verwendet. Bei Nacht kamen Laternen mit farbigen Blenden zum Einsatz.
Neben der Kommunikation von Posten zu Posten gab es auch Kommunikation zwischen Posten und Zug. So signalisierte der Bahnwärter dem Zug das Freisein des folgenden Streckenabschnitts, und umgekehrt wurden dem Wärter mit Flaggen-, Scheiben- oder Laternensignalen am Zug Informationen zur Zugfolge gegeben (z. B. „Sonderzug folgt nach“, als Signal 17 der Kleinbahn-Signalordnung noch bis 1950 gültig).
Außer der Aufnahme und Abgabe von Signalen mussten die Bahnwärter einen ihnen zugeteilten Streckenabschnitt bewachen und kontrollieren. Diese Aufgabe hatte verschiedene Hintergründe.
Zum einen waren Eisenbahnen in der Anfangszeit ein gänzlich neues Phänomen der Raumnutzung, und zwar nicht nur, wie in der Literatur vielfach erwähnt, für die Eisenbahnreisenden, sondern durch ihren landschaftszerschneidenden Charakter sowie als linienförmiges Privateigentum auch für die Anlieger. Man glaubte aus diesem Grund, die Bahn in voller Länge gegen unbefugte Benutzung oder Eingriffe von außen bewachen zu müssen.
Zum zweiten war in den ersten Jahren das Vertrauen in den Oberbau und die Ingenieurbauwerke gering, da keine Erfahrungen mit derart hohen Lasten bestanden, wie Eisenbahnzüge sie verursachen. Auch waren für Brücken, Dämme und Tunnel zum Teil vollkommen neue Bauweisen zum Einsatz gekommen, deren Tauglichkeit sich erst erweisen musste. Die Bahnwärter mussten daher regelmäßig ihre Strecke begehen und auf Schäden untersuchen. Noch die Eisenbahn-Bau- und -Betriebsordnung von 1905 fordert pro Tag für Hauptbahnen drei und für Nebenbahnen einen Kontrollgang. Zum dritten mussten natürlich die Wegkreuzungen bewacht werden, um Unfälle zwischen Zügen einerseits und Fuhrwerken, Reitern, Fußgängern und Viehherden andererseits zu vermeiden.

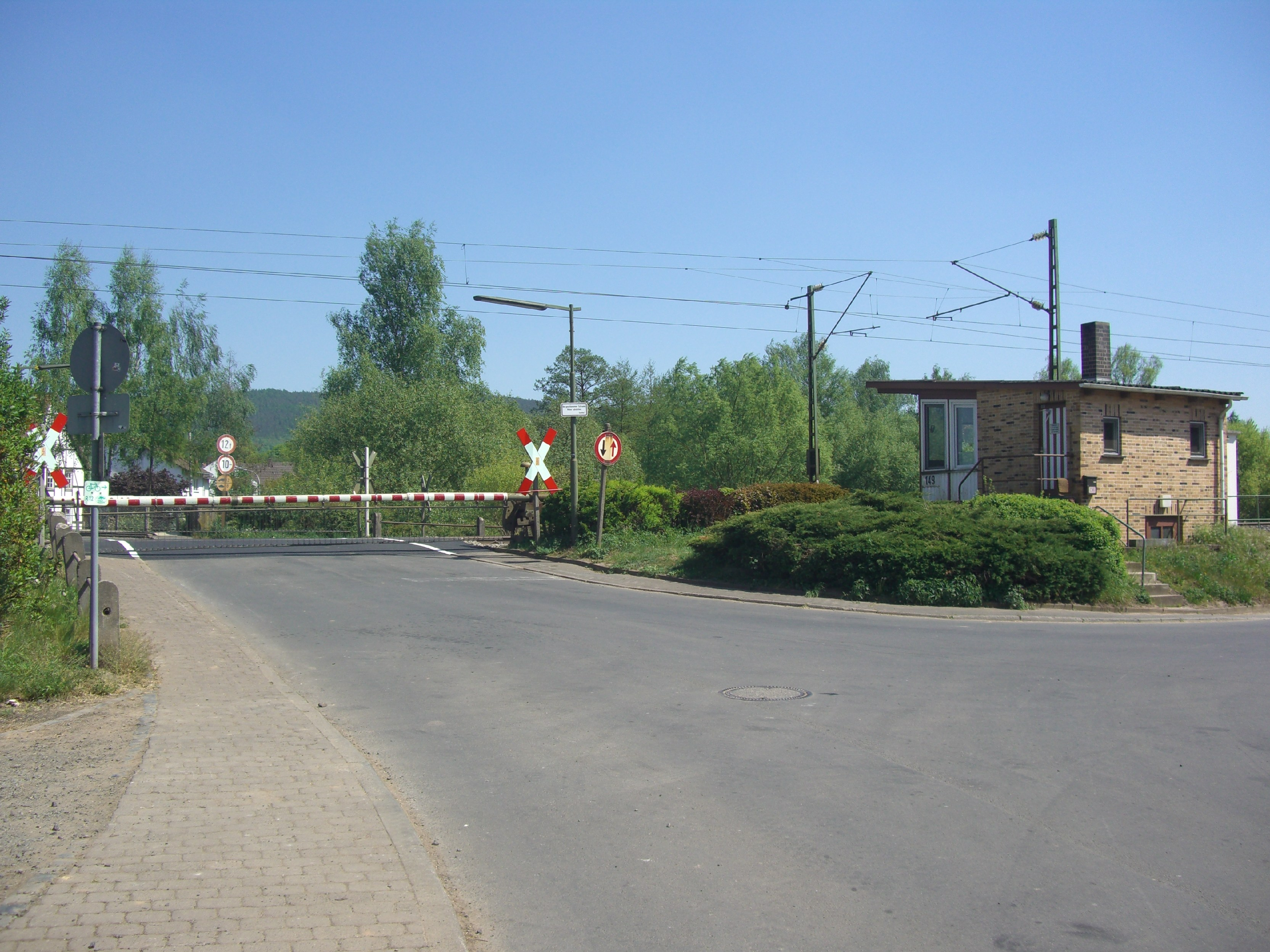
Bahnübergang Hauneck-Unterhaun (Posten 149) wärterbedient mit Handkurbel

All diese Anforderungen bestimmten gemeinsam die Lage der Bahnwärterposten: Die Entfernung der Posten untereinander ergab sich aus der maximalen Entfernung, über die eine sichere Übermittlung akustischer oder optischer Signale möglich war. Auf gerader Strecke wurden hierfür zum Beispiel bei der Main-Neckar-Bahn 1500 m angesetzt, an kurvigen Strecken mit schlechten Sichtverhältnissen konnten die Entfernungen aber auch deutlich darunter liegen.
Die genaue Position der Bahnwärterposten wurde zum einen durch die Sichtverhältnisse bestimmt, zum anderen durch die vorhandenen Bahnanlagen. So wurden Posten bevorzugt an größeren Ingenieurbauwerken wie Brücken und Tunneln oder an Wegeübergängen eingerichtet. Aus letzteren sollten sich später die Schrankenposten im engeren Sinn entwickeln.
In der Literatur finden sich Hinweise darauf, dass nicht nur versucht wurde, die Wärterposten an Wegeübergängen anzulegen, sondern umgekehrt beim Bau der Bahn auch angestrebt wurde, nur dort Wegeübergänge vorzusehen, wo für die Signalübermittlung ohnehin ein Bahnwärter erforderlich war.
Die Topographie, die Besiedlungsstruktur mit dichtem Wegenetz und eine Trassierungsphilosophie, die Erdbewegungen und Kunstbauten weitgehend vermeiden wollte, brachten es mit sich, dass in Deutschland vergleichsweise viele Bahnübergänge eingerichtet (und anschließend bewacht) werden mussten. So betrug 1870 der durchschnittliche Abstand zwischen zwei Bahnübergängen in Deutschland 625 m, in Österreich 833 m, in England aber 4000 m. Entsprechend viele Wärterposten mussten eingerichtet werden.
Für die Bahnwärter an ihrem Posten wurden in vielen Fällen nur Unterstände gebaut. Abbildungen aus dem 19. Jahrhundert zeigen Schilderhäuschen, wie sie vor allem im militärischen Bereich in Gebrauch waren. Befand sich der Bahnwärterposten in größerer Entfernung von der nächsten Siedlung – bei der Main-Neckar-Bahn beispielsweise lag die Grenze bei 1/4 Wegstunde – so wurde ein Haus für den Bahnwärter und seine Familie errichtet.

## Vom Bahnwärter zum Schrankenwärter

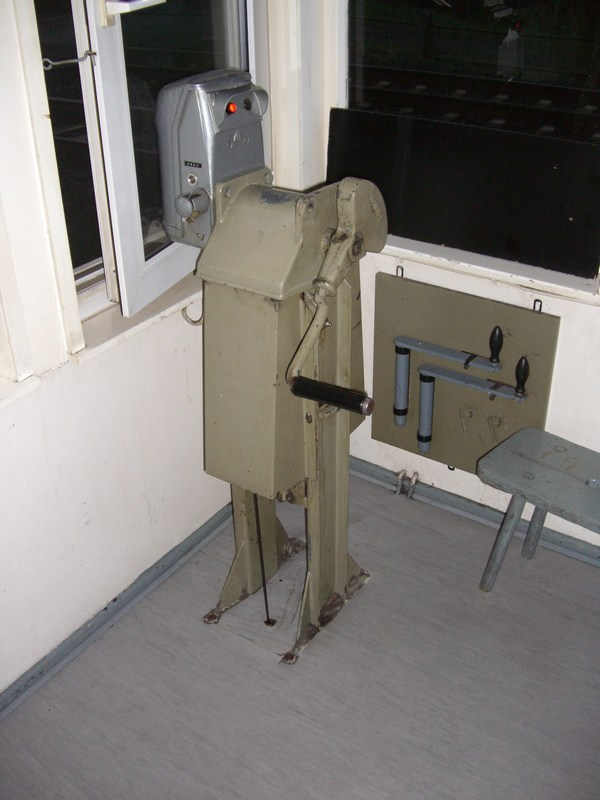
Einheits-Schrankenwinde, Bahnübergang Hauneck-Unterhaun (Posten 149)

Mit der Einführung der Telegrafie, der zunehmenden Verbesserung des Oberbaus und der Verfeinerung von Instandhaltungsstrategien wurden die Funktionen „allgemeine Bahnbewachung“ und „Nachrichtenweitergabe“ nach und nach überflüssig. Der Bahnwärter in seiner ursprünglichen, umfassenden Aufgabe wurde nicht mehr gebraucht. Übrig blieb der reine Schrankenposten, dessen alleinige Aufgabe die Sicherung von Bahnübergängen war. In der Regel wurden die Posten in der Kilometrierungsrichtung der Strecke nummeriert.

## Der Schrankenwärter als Bahnpolizist
Die Schrankenwärter im Geltungsbereich der Eisenbahn-Bau- und Betriebsordnung der Bundesrepublik Deutschland waren qua Funktion reguläre Bahnpolizeibeamte, wie es seit Gründung der Eisenbahnen durch Ermächtigung der Landesfürsten zuerst im Jahre 1835 im Königreich Bayern der Brauch war. Diese polizeiliche Befugnis war ein Unikum im Polizeirecht: Die Schrankenwärter waren Polizeibeamte auch dann, wenn sie statusrechtlich keine Beamten waren. So hatten angestellte Schrankenwärter bei Privatbahnen eine besondere Verpflichtung nach der Verordnung gegen Bestechung und Geheimnisverrat nichtbeamteter Personen gegenüber der Bundesbahndirektion – als der oberen Polizeibehörde – abzulegen. Die Schrankenwärter der Deutschen Bundesbahn waren in der Regel Beamte der Laufbahn des einfachen Dienstes (Betriebsaufseher-Laufbahn, Fachrichtung Schrankenwärterdienst). Erst mit der Reform des Bahnpolizeirechts am 1. April 1992 (Übergang der Bahnpolizei von der Bahnverwaltung auf den Bundesgrenzschutz – heute Bundespolizei) ging diese Episode des Polizeirechts zu Ende.

## Heutige Situation
Die hohen Personalkosten wärterbedienter Bahnübergänge und die grundsätzliche Sicherheitsproblematik niveaugleicher Wegekreuzungen haben dazu geführt, dass viele wärterbediente Bahnübergänge ganz aufgelassen, durch Über- und Unterführungen ersetzt oder mit automatischen Schrankenanlagen gesichert wurden. Bemühungen zur Auflassung von Schrankenposten lassen sich bis ins 19. Jahrhundert zurückverfolgen. In jüngerer Zeit entstehen jedoch übergangsweise neue Schrankenposten dadurch, dass Bahnhöfe zurückgebaut werden und die ehemaligen Stellwerke nurmehr Bahnübergänge zu sichern haben. Knapp 300 Schrankenposten sind heute in Deutschland noch in Betrieb. Lediglich zwei Drittel davon sind „echte“ Posten, beim Rest handelt es sich um degradierte Stellwerke, Blockstellen usw. Räumliche Konzentrationen finden sich im Münsterland, im Allgäu sowie in Sachsen-Anhalt und Hessen. Nach Angaben der Deutschen Bahn gab es im Frühjahr 2006 noch etwa 500 Schrankenwärter.
Bei der Aktualisierung des Signalbuches der Deutschen Bahn im Dezember 2016 wurde das Orientierungszeichen „PZB BÜ“ eingeführt. Es steht im Bremswegabstand zu einem wärterbedienten Bahnübergang ohne Überwachungssignal und kennzeichnet die Lage eines 2000-Hz-PZB-Magnets, der bei geöffneten Schranken wirksam ist. Die Schranken werden nach dem Schließen schaltungstechnisch gegen Öffnen gesichert und der Gleismagnet daraufhin unwirksam geschaltet. Nach Befahren des Bahnüberganges wird der Gleismagnet wieder in die wirksame Grundstellung geschaltet. Bei einer erfolgten Zwangsbremsung an diesem Orientierungszeichen muss der Zug die Weisung des für den Streckenabschnitt zuständigen Fahrdienstleiters abwarten. Im Bereich der Eisenbahnen des Bundes gab es Mitte 2020 noch 346 wärterbediente Schrankenanlagen. Dies sind 2,3 Prozent der insgesamt 15.391 Bahnübergänge.
In jedem Schrankenposten gibt es eine Warnflagge und ein Horn, um Züge anhalten zu können oder bei Ausfall der Anlage den Bahnübergang zu sichern.

## Schrankenwärter in der Literatur und Musik
Ein Bahnwärter ist die Hauptperson der Novelle Bahnwärter Thiel von Gerhart Hauptmann. 
De Isenbahnboomupundaldreier (wörtlich: „Eisenbahnbaum-hoch-und-runter-Dreher“) ist ein Lied des norddeutschen Duos De Plattfööt über einen Schrankenwärter.